# Jørn Utzon
Jørn Oberg Utzon (Copenaghen, 9 aprile 1918 – Helsingør, 29 novembre 2008) è stato un architetto danese.

## Biografia

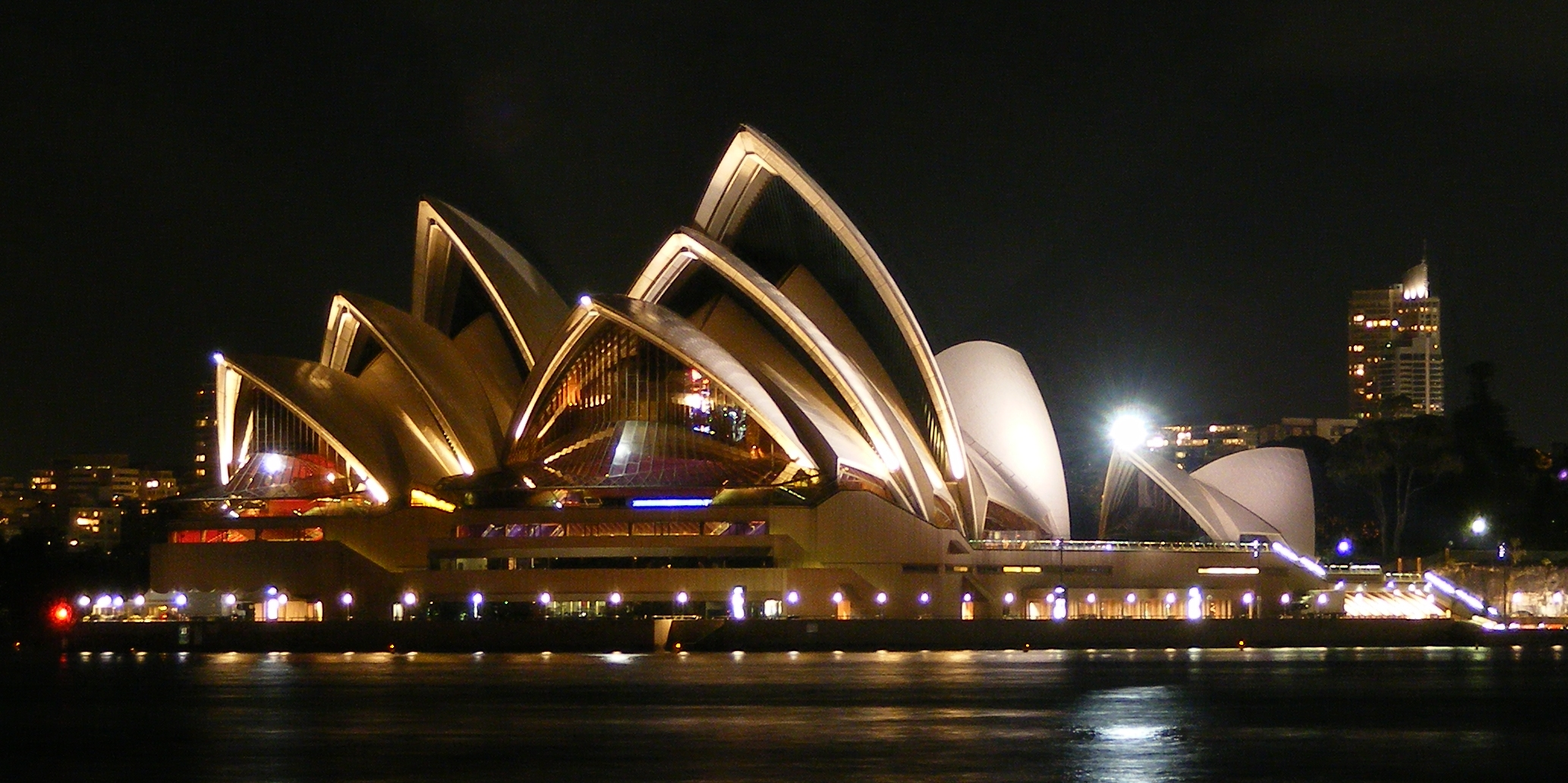
Opera House di Sydney (Australia)

Figlio di un rinomato architetto navale di Aalborg, a 18 anni comincia a collaborare con suo padre disegnando barche. Si iscrive all'Accademia Reale delle Belle Arti di Copenaghen dove studia architettura. Dopo essersi laureato nel 1942, si trasferisce in Svezia (perché paese neutrale durante la seconda guerra mondiale) a Stoccolma. Parte poi per la Finlandia dove lavora nello studio di Alvar Aalto, che assieme a Gunnar Asplund e Frank Lloyd Wright, influenzerà fortemente il suo lavoro. Alla fine della guerra torna con la sua famiglia in Danimarca e apre il proprio studio. In questi anni viaggia molto, soprattutto in America (Messico, Stati Uniti) e in Asia (Cina, Giappone, India). Nel 1947 lavora per alcuni mesi in Marocco; l'incontro con l'architettura islamica avrà un'influenza decisiva sul suo lavoro.
Nel 1957 vince il concorso per l'Opera di Sydney in Australia, dove nel 1962 si trasferisce per seguire meglio il cantiere. Dopo numerosi problemi con la committenza, si trova costretto ad abbandonare il progetto nel 1966 ed a lasciare l'Australia. Il progetto che ha subito numerose modifiche rispetto al progetto originario di Utzon, è stato poi ultimato da Peter Hall, David Littlemore e Lionel Todd.
 L'Opera House è stata inaugurata ufficialmente il 23 ottobre 1973 dalla regina Elisabetta II.
A partire dal 1985 i suoi figli Jan e Kim cominciano a collaborare con lui, e da quando Jørn Utzon si è ritirato proseguono l'attività dello studio Utzon Architects. Sono stati incaricati di seguire lo sviluppo e il restauro dell'Opera di Sydney, e soprattutto di progettare il completamento degli interni.
Muore a Copenaghen il 29 novembre 2008 per un infarto.

## Premi e onorificenze
- 1967 Medaglia C. F. Hansen[3]
- 1973 Medaglia d'oro da parte del Royal Australian Institute of Architects[4]
- 1978 RIBA Royal Gold Medal[5]
- 1980 The Daylight and Building Component Award[6]
- 1982 Medaglia Alvar Aalto[7]
- 1987 Nykredit Architecture Prize[8]
- 1992 Premio Wolf per le arti[9]
- 1998 Premio Sonning[10]
- 2000 Leone d'oro alla carriera[1]
- 2003 Premio Pritzker[11]

## Opere realizzate

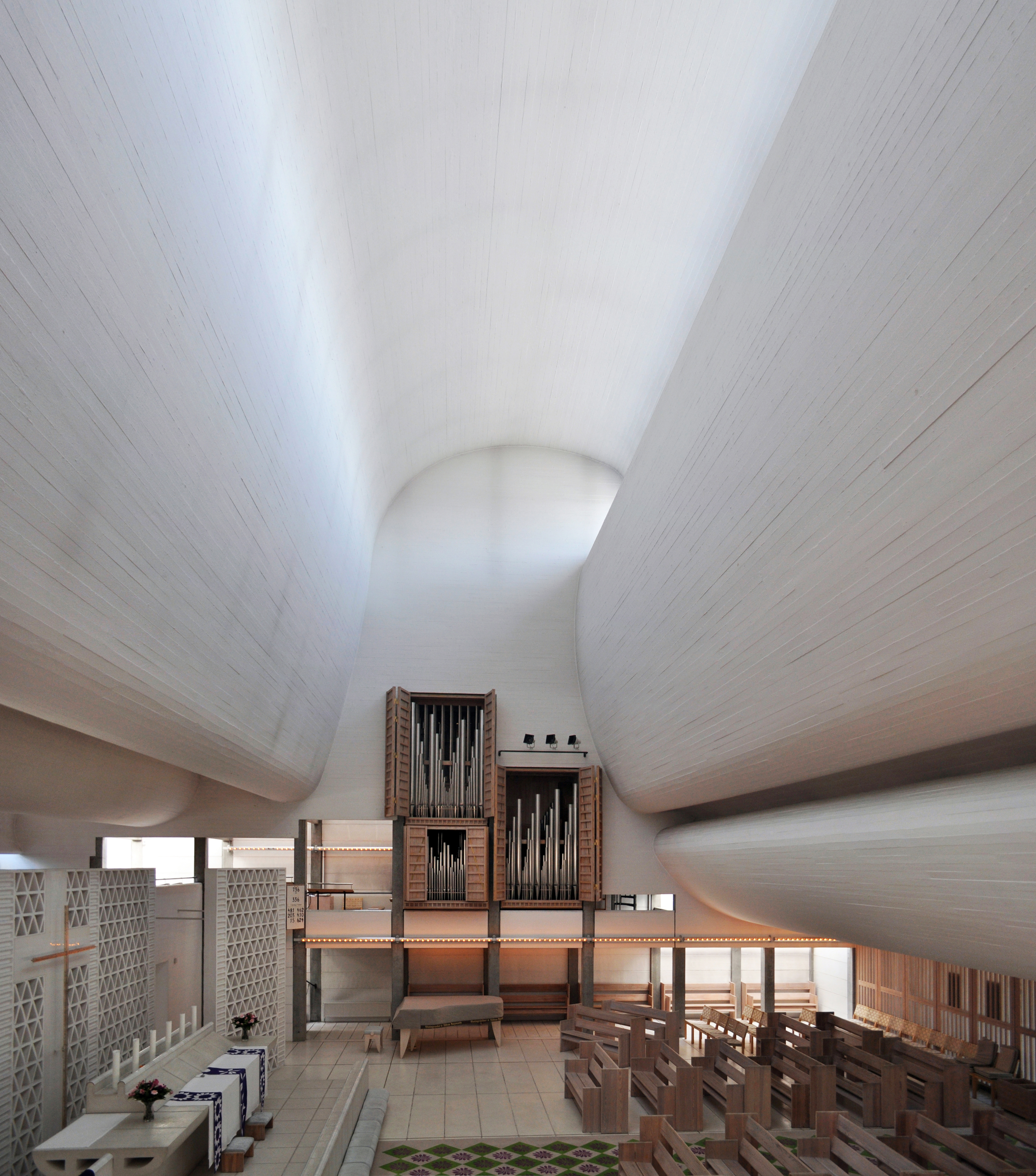
Chiesa a Bagsværd, Danimarca, 1973-1976

- 1946 - Castello d'acqua sull'isola di Bornholm, Danimarca
- 1952 - Casa Utzon a Hellebaek, Danimarca
- 1953 - Casa Middleboe a Holte, Danimarca
- dal 1956 - Opera House di Sydney, Australia
- 1956-1958 - Case Kingo ad Helsingør, Danimarca
- 1959 - Banca Melli a Teheran, Iran
- 1959-1962 - Case a Fredensborg, Danimarca
- 1967 - Stadio di Gedda, Arabia Saudita
- 1969 - Case su catalogo Espansiva
- 1971-73 - Can Lis a Maiorca, Spagna
- 1972-1982 - Parlamento del Kuwait (con Jan Utzon): bruciato dalle truppe irachene nel 1991, è stato restaurato con diverse modifiche rispetto all'edificio originale  Foto.;
- 1973-1976 - Chiesa a Bagsværd, Danimarca  Foto e Disegni (archiviato dall'url originale il 2 febbraio 2010).
- 1985-1987 - Showroom Paustian a Copenaghen, Danimarca
- 1987 - Cabine telefoniche per KTAS
- 1992-1997 - Teatro e sala di concerti a Esbjerg, Danimarca
- 1994 - Can Feliz a Maiorca, Spagna

## Documentari
- The Edge of the Possible. URL consultato il 4 ottobre 2017 (archiviato dall'url originale il 14 giugno 2005).: film che racconta la storia della Sydney Opera House